# NGC 4445
NGC 4445 este o galaxie spirală situată în constelația Fecioara. A fost descoperită în 24 aprilie 1865 de către Heinrich Louis d'Arrest. Se află la o distanță de 18,45 megaparseci de Pământ.